# Paris (Roman)
Paris ist ein Roman von Émile Zola, der vom 23. Oktober 1897 bis zum 9. Februar 1898 während der Dreyfus-Affäre als Fortsetzungsroman in der Zeitung Le Journal veröffentlicht wurde. Dies ist der dritte Teil des Drei-Städte-Romanzyklus Les Trois Villes, wovon dieses das letzte Element nach Lourdes und Rom ist.
Dieser Band erzählt die Abenteuer der zentralen Figur des Zyklus, Abbé Pierre Froment, der nach zwei erfolglosen Reisen nach Paris zurückkehrte. Der Held erhofft sich Erlösung von seinen Leiden in einer Hauptstadt, die unter dem Zweiten Kaiserreich und dann unter der Dritte Französischen Republik erneuert wurde und außerdem gerade von sozialen Bewegungen aufgewühlt wird. Damit schließt „Paris“ die Trilogie, die von der verzweifelten Suche des Abbé Froment nach einer Lösung für seine Ängste und den Verlust seines Glaubens erzählt. 
Dieser Roman kann als Engagement von Émile Zola dafür gelten, das Gewissen für die durch die Moderne verursachten Ungleichheiten zu schärfen. Er ist auch eine Chronik des politischen Lebens am Ende des Jahrhunderts: die zahlreichen Korruptionsfälle, wie etwa der Panamaskandal; das Erwachen der anarchistischen Bewegung. Der Autor wechselt zwischen Beschreibungen der herrschenden großbürgerlichen und kapitalistischen Gesellschaft des 19. Jahrhunderts und der sozialen Misere dieses „vierten Staats“, dessen sich Zola zu einem der heftigsten Ankläger gemacht hat. Paris ist danach ein soziales Drama. 

Mit diesem Roman vollendet Zola die Beschreibung der sozialen Zustände, die er mit Les Rougon-Macquart begonnen hatte. Damit beendet er auch die Tradition des 19. Jahrhunderts, dass der Roman der Spiegel der Gesellschaft zu sein hätte, wie Stendhal sie mit Le Rouge et Noir auf den Punkt brachte: 

« Un roman est un miroir qui se promène sur une grande route. Tantôt il reflète à vos yeux l'azur des cieux, tantôt la fange des bourbiers de la route. »

„Ein Roman ist ein Spiegel, der über eine große Straße wandert. Manchmal spiegelt er das Azurblau des Himmels und manchmal den Sumpf der Straßen.“

 In der Tradition von Balzac, Stendhal, Sue, Flaubert oder Hugo setzt Zola den Schlussstein im majestätischen Bauwerk der realistischen Literatur des 19. Jahrhunderts. Damit trägt er auch zum großen romantischen Mythos von Paris bei, der die Jahrhunderte überdauert hat.